# Raymond Moody
Raymond A. Moody, Jr. (Porterdale, Geòrgia, 30 de juny de 1944) és un metge psiquiatre estatunidenc, llicenciat en filosofia.

## Biografia
Moody va estudiar filosofia i es va llicenciar en la Universitat de Virgínia on va obtenir un B.A. (1966), un màster (M.A., 1967) i un doctorat (Ph. D., 1969) en aquesta especialitat. També va obtenir un doctorat en psicologia en la West Georgia College, on més tard seria professor. En 1976, li van concedir el doctorat (M.D.) en el Medical College de Georgia.
En 1998, Moody va ser designat Chair in Consciousness Studies en la Universitat de Nevada (Las Vegas). Després d'obtenir el seu doctorat, Moody treballà com psiquiatra forense en l'hospital estatal de màxima seguretat de Geòrgia.
Moody s'ha casat tres vegades. El 2004 es va casar amb Cheryl i van adoptar un fill, Carter, i una filla, CarolAnne. Moody va nàixer en Porterdale, Geòrgia, i actualment viu en la rural Alabama.
Es va fer una pel·lícula amb el mateix nom del seu llibre més famós de Moody; Vida Després de la Vida (Life After Life), pel·lícula amb la qual va guanyar una medalla de bronze en la Categoria de Relacions Humanes (Human Relations Category) del Festival de Cinema de Nova York. També li van concedir el Premi Mundial Humanitari (World Humanitarian Award).
El seu últim llibre, The Last Laugh, conté, com ell indica, el material inèdit de Vida Després de la Vida, que algun dels seus admiradors confonen amb el seu propi punt de vista del fenomen de les ECM (Experiències Properes a la Mort), que tant li va costar publicar.
El Dr. John Dee Memorial Theater of the Mind, és un institut d'investigació d'Alabama que va ser fundat per Moody com un lloc on la gent pot experimentar estats alterats de consciència amb la intenció d'invocar les aparicions dels morts. Un dels mètodes consistent a obtenir aquest estat alterat és la cristallmància o "mirror gazing".
Moody ha investigat també les regressions a vides passades i pensa, a causa d'una sessió hipnòtica portada a terme per la psicòloga Diana Denholm, que ell mateix ha tingut nou vides passades.
D'un estudi de 150 persones que havien estat en mort clínica o que quasi van morir, Moody va concloure que hi ha nou experiències comunes en la majoria de la gent que ha tingut una ECM (Experiència Propera a la Mort). Aquestes són:
1. sons audibles tals com un brunzit
2. una sensació de pau i sense dolor
3. tenir una experiència extracorporal (sensació d'eixir fora del cos)
4. sensació de viatjar per un túnel
5. sentiment d'ascensió al cel
6. veure gent, sovint parents ja morts
7. trobar-se amb un ésser espiritual com Déu
8. veure una revisió de la seua vida
9. sensació d'aversió amb la idea de tornar a la vida.